# Islote Rémy
Islote Rémy, (en francés Îlet Rémy) es el nombre que recibe una pequeña isla del país caribeño de Haití, que está situado en el departamento de Nippes, distrito de Baradères, y en la comuna de Baradères. 